# Bernhard Morell
Bernhard Rudolf Morell (* 14. Juni 1785 in Bern; † 29. Dezember 1859 in Bern) war ein Schweizer Architekt, von 1809 bis 1826 im Königreich Bayern als Baubeamter tätig. Sein Familienname wurde gelegentlich auch Morel oder Morelli geschrieben.

## Leben
Bernhard Morell wurde in Bern als Sohn des Botanikers, Chemikers und Apothekers Karl Friedrich Morell (1759–1816) und seiner Ehefrau Dorothea Elisabeth, geb. Jenner (1760–1815) geboren.
Seine erste künstlerisch-architektonische Ausbildung erhielt Morell in seiner Heimatstadt Bern. An ein weiteres Ausbildungsjahr bei dem Karlsruher Architekten Friedrich Weinbrenner schloss sich ein dreijähriger Aufenthalt in Italien und Frankreich an, bevor er 1809 am Oberbaukommissariat in München unter Emanuel Herigoyen in bayerische Dienste trat. 1811 bis 1814 war Morell Kreisbauinspektor des Innkreises in Innsbruck, 1816 bis 1821 Kreislandbaurat und Landbauinspektor des Untermainkreises in Würzburg, 1821 bis 1826 wirkte er in gleicher Eigenschaft in Augsburg. 1826 wurde Morell von König Ludwig I. in den Ruhestand geschickt. Die folgenden Jahrzehnte bis zu seinem Tod verbrachte er überwiegend in Italien und in seiner Schweizer Heimat.

## Werk

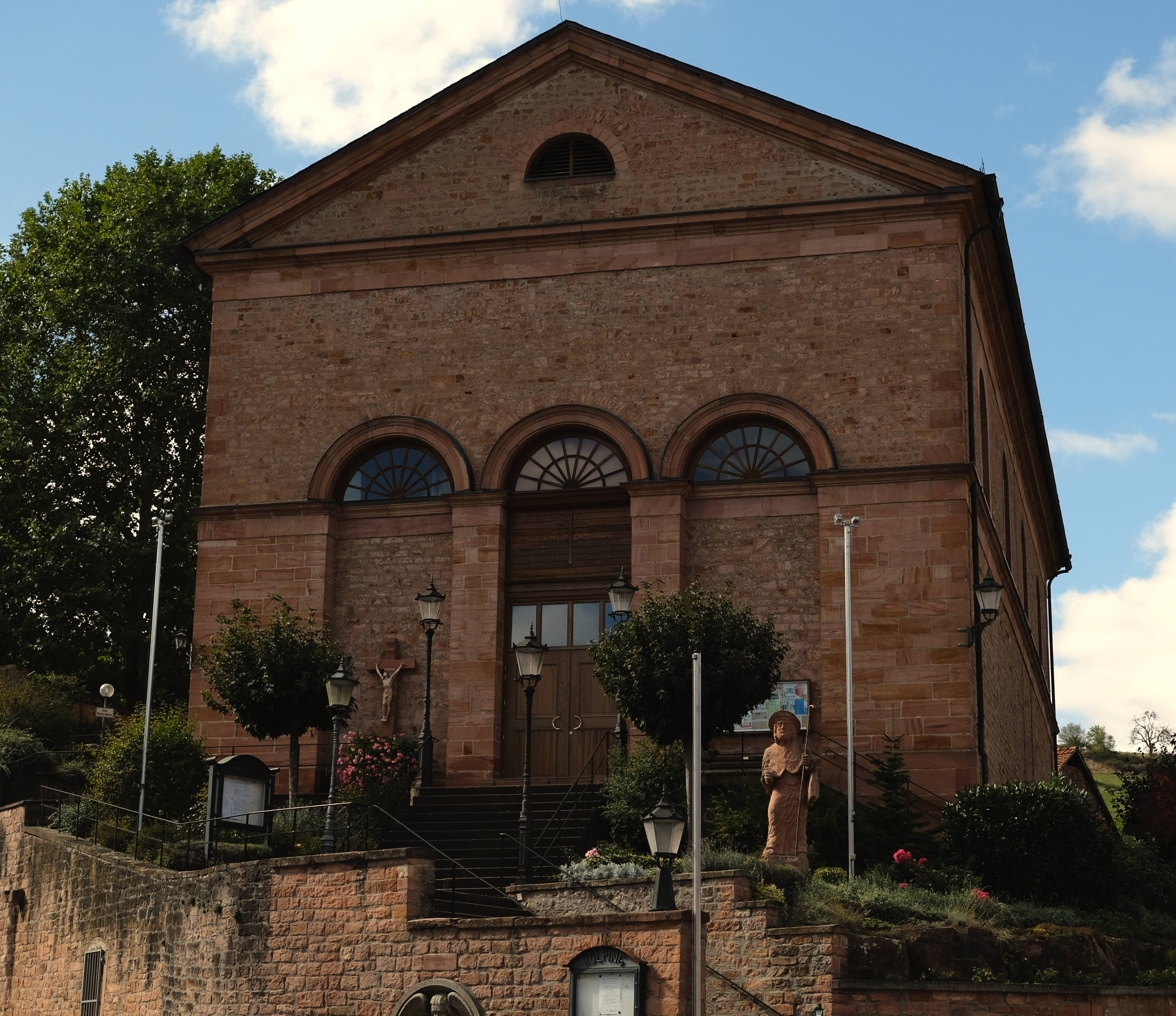
St.-Jakobus-Kirche in Leidersbach

Die meisten Bauten Morells entstanden während seiner Tätigkeit von 1816 bis 1821 in Unterfranken. Zuständig für das gesamte dortige Hochbauwesen, schuf Morell unter anderem die Entwürfe für die Dorfkirchen in Wonfurt, Gollmuthhausen,  Ebenhausen, Leidersbach, Albstadt und Dalherda, ferner für die Erweiterung der katholischen Kirche in Großlangheim. Auch das Schloss Uettingen und der Kellerbau in Bad Brückenau wurden nach Morells Plänen ausgeführt. Sein architektonisches Werk steht stilistisch in der Nachfolge Friedrich Weinbrenners und Carl von Fischers, wobei neben klassizistischem Formenrepertoire auch frühe Ansätze der Neugotik in Morells Schaffen aufscheinen.

## Wirkung und Nachleben
Das Andenken Morells litt darunter, dass er während seiner kurzen Amtszeit in Unterfranken mit zahlreichen Gemeinden, Kollegen und Vorgesetzten seines Wirkungsbereiches in Konflikt um Baupläne, Kosten und Bauausführung geriet. Hinzu traten rasch Baumängel, so dass teilweise noch vor seinem Wechsel nach Augsburg 1821 Klagen über die Statik seiner Gebäude laut wurden und im Laufe der Zeit aufwendige Sanierungen eingeleitet werden mussten. Unmittelbarer Anlass für das Ausscheiden Morells aus Würzburg war eine Auseinandersetzung um den Kellerbau in Brückenau, an der nicht zuletzt Kronprinz Ludwig beteiligt war. Durch diese Umstände geriet Morells Werk trotz qualitätvoller gestalterischer Merkmale rasch und für lange Zeit weitgehend in Vergessenheit.